# Jean Salumu
Jean Salumu, né le 26 juillet 1990 à Saint-Nicolas en Belgique, est un joueur belge de basket-ball. Il évolue au poste d'ailier.

## Carrière
En décembre 2018, Salumu quitte le club turc de Sakarya et rejoint le Pallacanestro Varèse, en Italie.
Le 13 juillet 2021, il s'engage pour une saison avec Châlons Reims en Betclic Élite.

## Palmarès
- MVP du championnat de Belgique 2017-2018